# Конгрегация Бейт Симхат Тора
Бейт Симхат Тора (англ. Congregation Beit Simchat Torah, CBST) — синагога в боро Манхэттен, в городе Нью-Йорк в США. Основана в 1973 году и является крупнейшей в мире ЛГБТ-синагогой. Расположена в здании 130 на 30-й Западной улице. Проводит богослужения для последователей иудаизма вне зависимости от их сексуальной ориентации и гендерной идентичности. Членами собрания являются жители штатов Нью-Йорк и Нью-Джерси. Синагогу возглавляют старший раввин Шэрон Кляйнбаум и помощник раввина Яэль Рэппорт. Бейт Симхат Тора не связана ни с одной из конфессий или ветвей официального иудаизма.

## История
Община последователей иудаизма из представителей ЛГБТ-сообщества была основана в 1973 году двенадцатью гомосексуальными евреями во главе с Джекобом Габбеем. Первым местом проведения собраний общины было здание церкви Святых Апостолов в Челси. Богослужения проводились еженедельно. В 1978 году община арендовала помещение в комплексе Уэстбет-артистс-коммьюнити по адресу улица Бетьюн, 57 в Вест-Виллидж, в котором открыла школу и синагогу на триста человек. В ней проходит утреннее субботнее богослужение, а вечернее пятничное богослужение, как и прежде проходит в здании церкви Святых Апостолов в Челси. Для празднования Йом Кипура, в котором принимают участие более четырёх тысяч человек, синагога арендует конференц-центр имени Джейкоба Джейвитса. В 2012 году старший раввин Шэрон Кляйнбаум отпраздновала двадцатилетие служения в синагоге.

### Новое здание
В июне 2011 года община приобрела большую площадь в среднем Манхэттене на территории коммерческого кондоминиума в здании 130 на 30-й Западной улице, между Шестой и Седьмой авеню. Новое помещение находится в здании, построенном по проекту архитектора Кэсса Гилберта в 1927—1928 годах и входит в список памятников архитектуры города Нью-Йорка. Работы по реконструкции внутреннего пространства здания под синагогу были начаты в 2013 и завершены в 2016 году. Освящение синагоги состоялось 3 апреля 2016 года.

## Известные члены синагоги
- Синтия Никсон, актриса[13];
- Джанет Уэйнберг[англ.], адвокат[14];
- Эдит Уиндзор[англ.], правозащитница[15][16].
- Майк Московиц, бывший ортодоксальный раввин[17][18][19][20].